# Lodní vrak

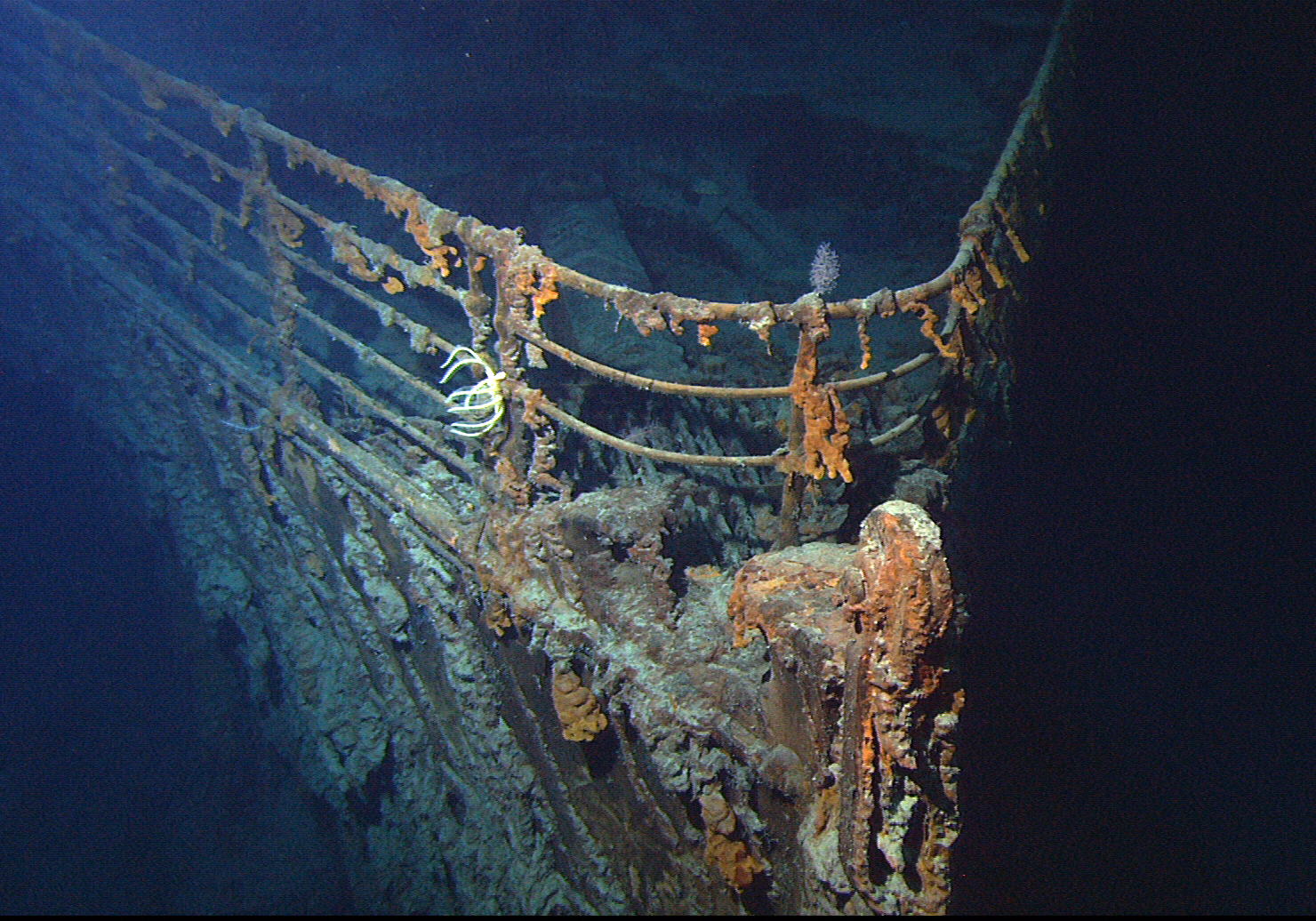
Vrak RMS Tiranic

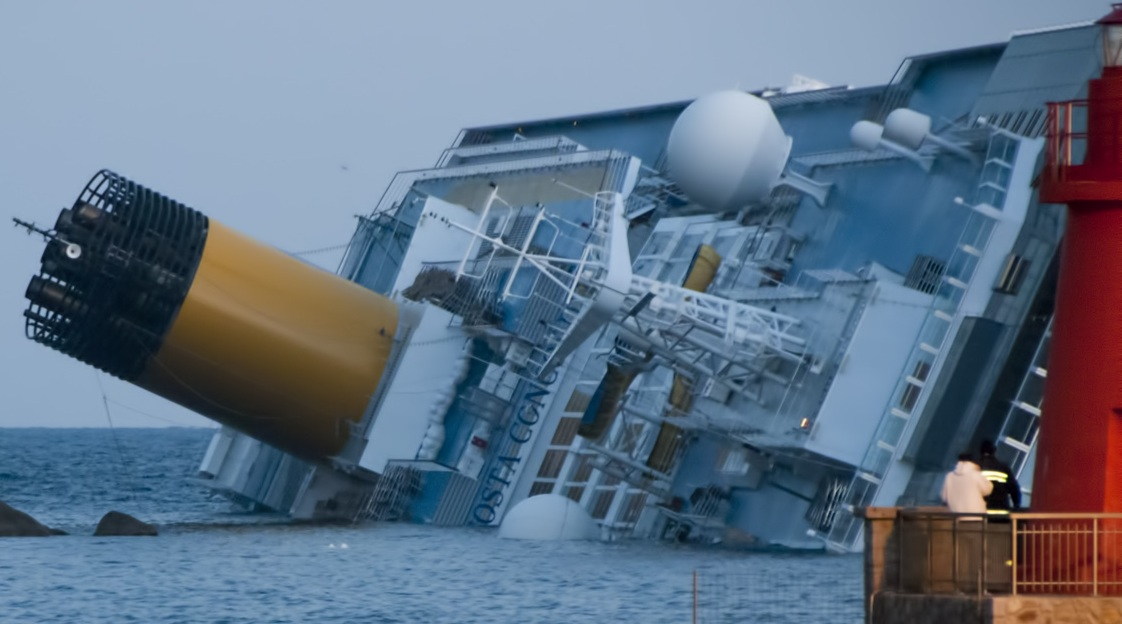
Vrak výletní lodi Costa Concordia

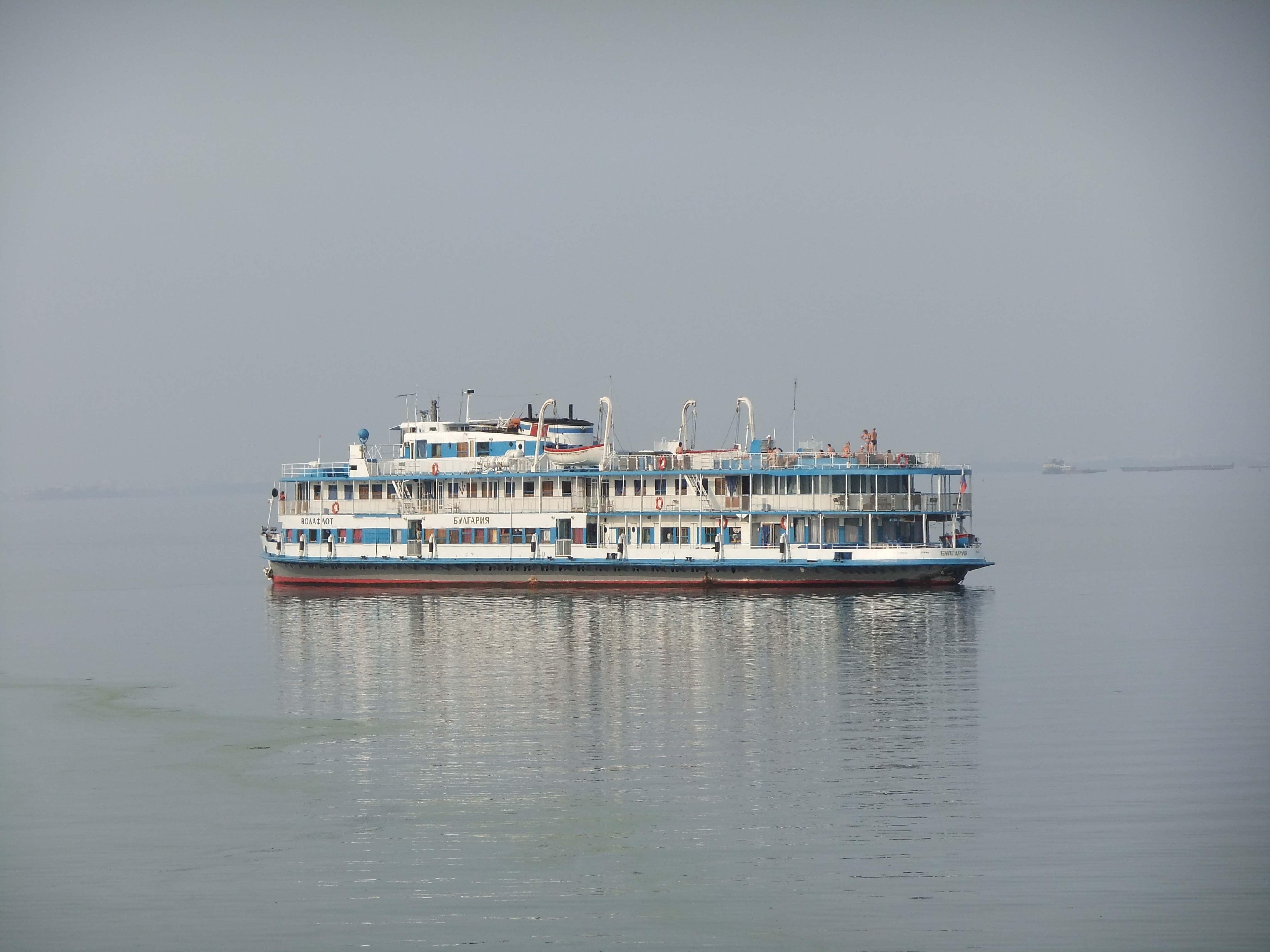
Loď Bulgarija na Volze

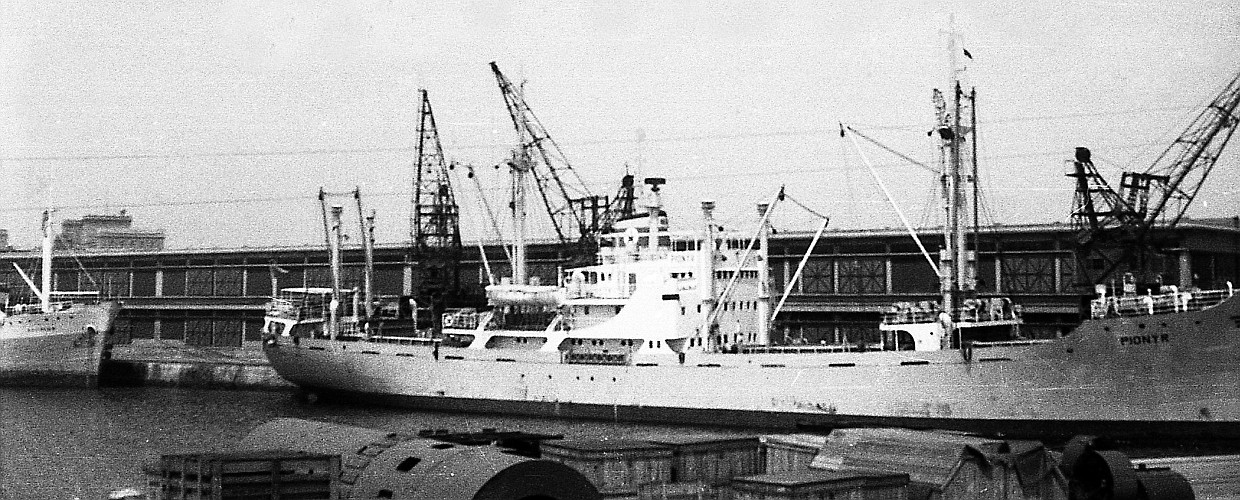
Námořní loď Pionýr (foto z roku 1961)

Lodní vrak je to, co zbylo z lodi na hladině moře (plovoucí trosky), na pobřeží nebo na dně moře poté, co byla loď opuštěna, selhala nebo se potopila po incidentu (poškození, kolize, chyba navigace atd.) nebo byla potopena. UNESCO odhaduje celkový počet vraků na 3 miliony, ale sotva tisíc jich má význam z hospodářského hlediska. Pojem vrak lodi se používá nejen ve vztahu k moři, ale např. též i v souvislosti s řekami či jezery.

## Definice vraku
Definice vraku podle Námořní prefektury Atlantiku (La préfecture maritime de l'Atlantique):
- každé plavidlo ve stavu bez vztlaku, které bylo opuštěno posádkou[zdroj⁠?!] včetně jeho nákladu,
- lodě, zařízení, opuštěná rybářská výbava,
- zboží spadlé nebo hozené do moře,
- každý objekt, ztracený majitelem, který byl nalezen na břehu nebo na moři.

Nicméně, tato definice ignoruje kritéria jako umístění nebo stáří vraku. Ochrana podvodního kulturního dědictví je poskytována Úmluvou UNESCO o ochraně podvodního kulturního dědictví, která od roku 2012 chrání i vrak parníku Titanic.

## Lodní vraky a ekologie
Vraky jsou často zdrojem znečištění, zejména při potopení, kdy dochází ke ztrátě paliva a nákladu tvořeného toxickými látkami nebo látkami znečišťující prostředí.
Potopené lodní vraky pokryté korály a jinými mořskými organismy se na druhé straně stávají alternativním prostředím pro mnoho živočišných druhů. Potom se mohou stát bohatými místy pro jejich biodiverzitu. Některé vraky jsou předmětem vědeckých studií. Mnoho lodí a dalších zařízení bylo záměrně potopeno, aby vznikly umělé útesy. Někdy vraky působí jako zařízení lákající ryby, které potom rybáři chytají do sítí.

## Největší vraky
Největším vrakem byla po mnoho let sesterská loď Titanicu nazvaná Britannic (1914–1916). V roce 1916 najela na minu v Egejském moři. Loď se potopila za 55 minut, tedy mnohem rychleji než její dvojče Titanic. Loď objevil Jacques-Yves Cousteau roku 1975 v hloubce cca 120 metrů pod hladinou. Dne 13. ledna 2012 se stala největším vrakem 290 metrů dlouhá a 35 metrů široká výletní loď Costa Concordia. Ta byla ale později z mělčiny vyzvednuta, odtažena a sešrotována.

## Vraky a potápění
Vraky jsou cílem průzkumu potápěčů, ale ne bez rizika. Nejčastější problém představuje možnost poškození přívodu vzduchu. Rezavé kovové trosky mohou způsobit potápěči řezné zranění. Vraky ponořené více než sto let jsou součástí světového kulturního dědictví a jsou chráněny Úmluvou o ochraně kulturního dědictví pod vodou. Sekretariát Úmluvy UNESCO o ochraně podvodního kulturního dědictví se snaží působit na smluvní státy, aby lépe chránily své podvodní dědictví prostřednictvím mezinárodního právního rámce.

## Známé československé a české lodní vraky
Československá námořní nákladní loď Pionýr uvízla roku 1969 na korálových útesech u ostrova Mayaguana v souostroví Bahamy. Posádku se podařilo zachránit, ale loď se stala vrakem.
Loď Dyje, která vozila pasažéry na Vranovské přehradě, shořela roku 2012. Požár vypukl, když byla loď ukotvena u hráze. Později byl vrak lodi rozřezán na kusy a odvezen do šrotu.
Výletní loď Bulgarija, která byla roku 1955 vyrobena v tehdejším Československu, se potopila roku 2012 na řece Volze. Tato katastrofa si vyžádala celkem 122 obětí.
Roku 1988 ztroskotala v důsledku chyby posádky na Labi výletní loď Poděbradka. Nehoda se stala nedaleko někdejší poděbradské letní restaurace Na Střelnici mezi zámkem a soutokem s Cidlinou.